# Космонавт (фільм)

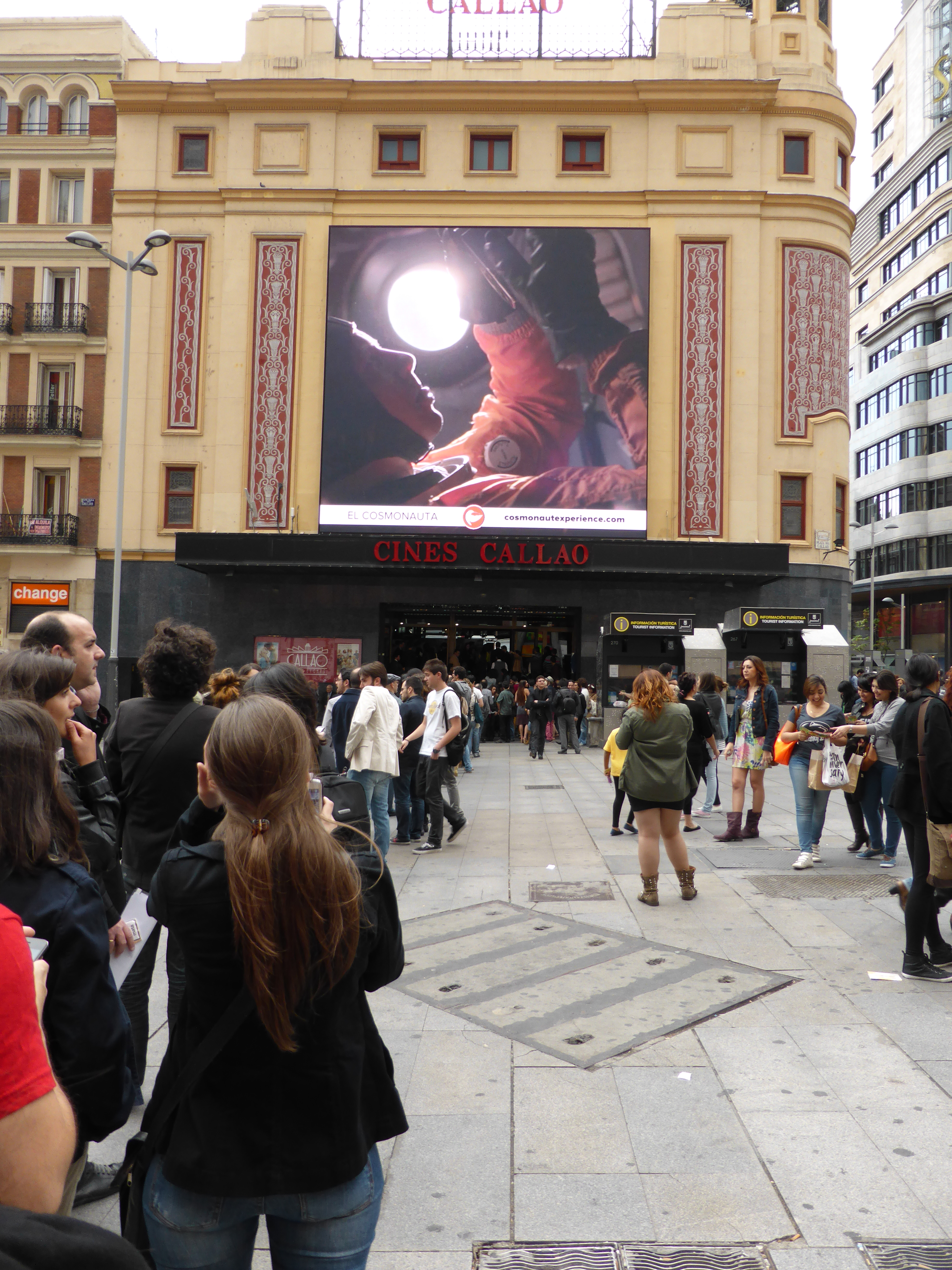
Прем'єрний показ у Мадриді (14 травня 2013 року)

«Космонавт» (ісп. El Cosmonauta) — іспанський науково-фантастичний фільм режисера Ніколаса Алькала. Прем'єра фільму відбулася у травні 2013. Перший повнометражний проєкт студії «Riot Cinema Collective» виділяється тим, що це краудфандинговий проєкт, що вийшов під ліцензією Creative Commons Attribution ShareAlike Non-Commercial.

## Ідея створення
Ідея знімати фільм з'явилася у жовтні 2008 року. Іспанська творча група «Riot Cinema Collective» на чолі з режисером Ніколасом Алькалою вирішила спершу зняти короткометражку, але пізніше розгорнули кампанію зі збору коштів на фінансування повнометражного фільму. За модель фінансування для фільму було обрано краудфандинг. Мінімальний внесок становив 2 євро. Кожен, хто зробив внесок, отримував статус співпродюсера фільму, згадку у титрах і сувенір на пам'ять.
Бюджет фільму становить 860 000 євро, і зараз він профінансований на 482 000 євро. Частину цієї суми (131 000 євро) було зібрано зусиллями 600 людей за три дні.

## Сюжет
1967 рік. Двоє молодих друзів, Стас та Андрій, прибувають у новозбудоване Зоряне містечко у Підмосков'ї. Саме там тренувалися перші космонавти для виходу у космос. У містечку хлопці познайомилися із дівчиною Юлією, у яку обоє закохалися.
Згодом Стас отримує секретне завдання долетіти до Місяця, а керівником цієї місії стає його друг Андрій. Виконавши завдання й повернувшись на Землю, Стас виявляє, що на планеті нікого нема.

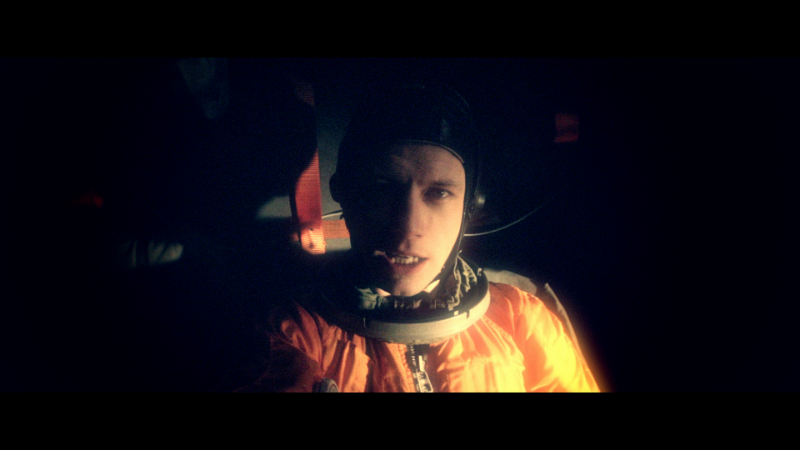
Стас у космічному кораблі
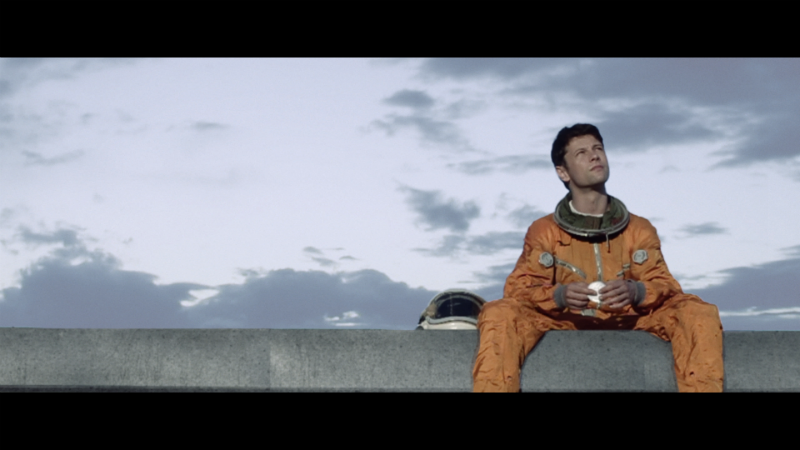
Мрії Стаса

## У головних ролях
- Катрін Де Кандоул (англ. Katrine De Candole) — Юлія
- Леон Окенден (англ. Leon Ockenden) — Стас
- Макс Роттслі (англ. Max Wrottesley) — Андрій.

## Покази
Протягом травня-червня 2013 року було заплановано публічні покази у 19-ти містах 9-ти країн світу: в Іспанії, Італії, Франції, Великій Британії, Україні, Росії, США, Канаді та Еквадорі. В Україні покази ексклюзивно здійснюватиме кінотеатр «Жовтень».